# Bindenahalli, Belur
Bindenahalli là một làng thuộc tehsil Belur, huyện Hassan, bang Karnataka, Ấn Độ.